# 블랙박스 (항공기)

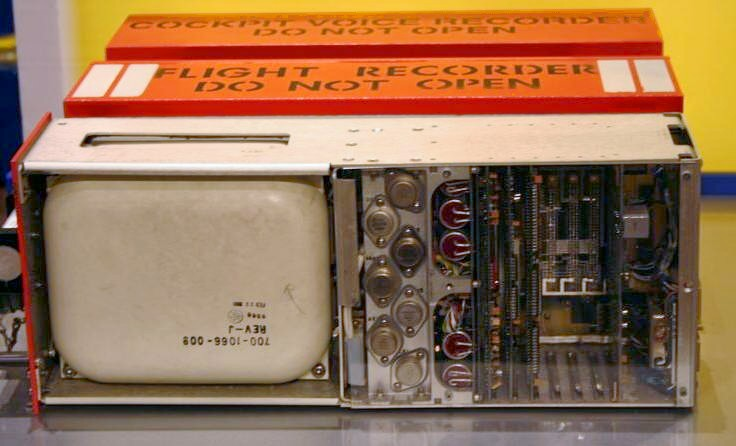
비행자료기록장치(FDR)

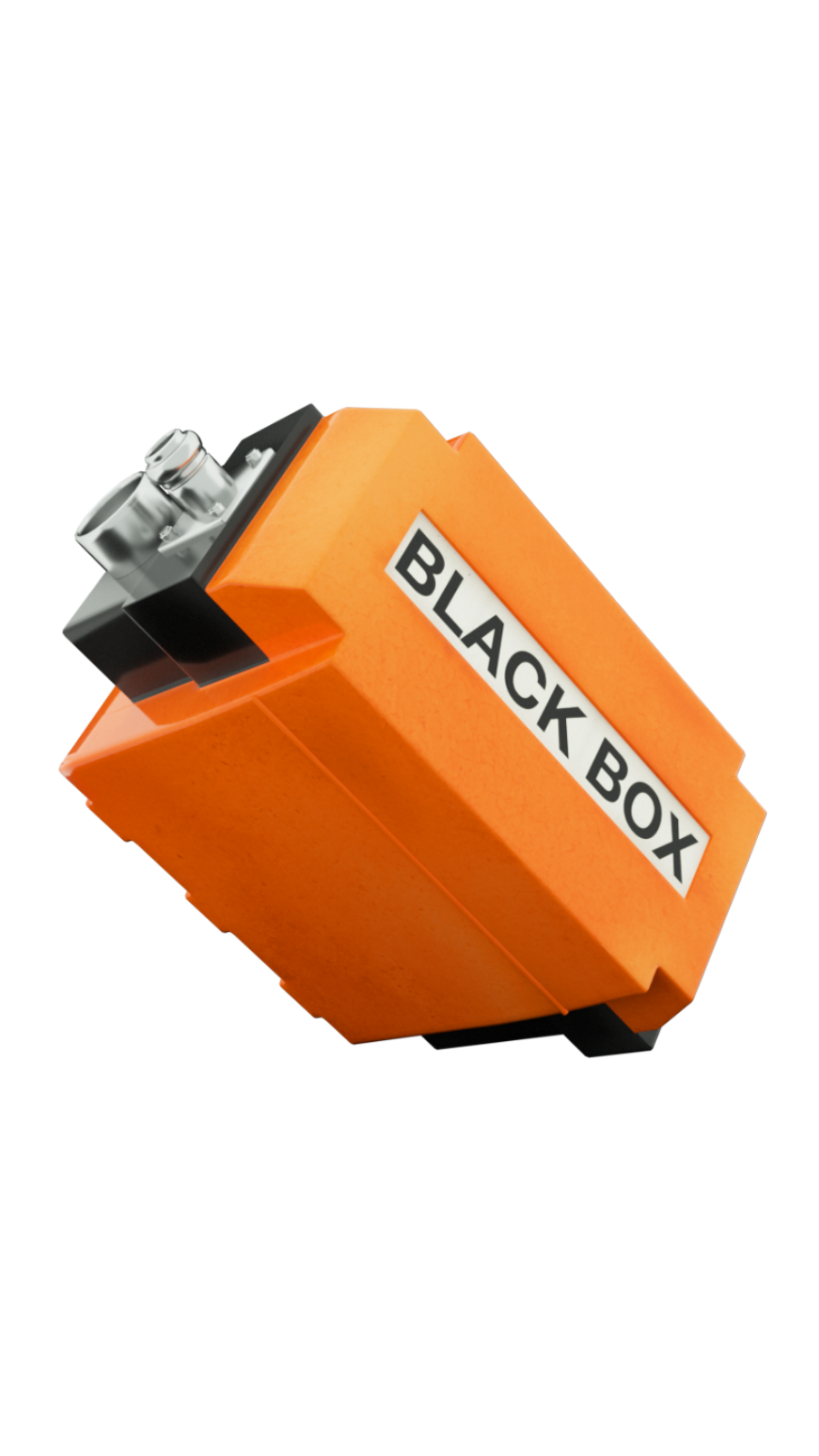
렌더링한 항공기 블랙박스

블랙박스(black box) 또는 비행기록장치(Flight recorder)는 비행기의 사고에 중요하게 여겨지는 장비이다.
비행기록장치는 항공 사고 및 사고 조사를 용이하게 하기 위해 항공기에 장착되는 전자 기록 장치이다. 현재는 사고 후 복구를 돕기 위해 밝은 주황색으로 칠해야 한다.
비행기록장치에는 두 가지 유형이 있다. 비행 데이터 기록 장치(FDR)는 초당 여러 번 수집된 수십 개의 매개변수를 기록하여 최근 비행 이력을 보존한다. 조종석 음성 녹음기(CVR)는 조종사의 대화를 포함하여 조종석에서 발생한 소리의 최근 기록을 보존한다. 두 장치는 단일 장치로 결합될 수 있다. FDR과 CVR은 함께 항공기의 비행 이력을 객관적으로 문서화하므로 향후 조사에 도움이 될 수 있다.
두 개의 비행 기록 장치는 국제 민간 항공 기구가 감독하는 국제 규정에 따라 심각한 항공기 사고 시 직면할 수 있는 조건에서 생존할 수 있어야 한다. 이러한 이유로 EUROCAE ED-112에서 요구하는 대로 일반적으로 3400g의 충격과 1,000°C(1,830°F) 이상의 온도를 견딜 수 있도록 지정되었다. 이는 1967년부터 미국 상업용 항공기의 필수 요구사항이었다. 2014년 말레이시아 항공 370편이 설명 없이 사라진 후 해설자들은 위치 탐지기를 통해 데이터를 지상으로 실시간 스트리밍하고 수중 배터리 수명을 연장할 것을 요구했다.

## 역사
가장 초기이자 입증된 시도 중 하나는 1939년 프랑스의 마리냔 비행 테스트 센터에서 프랑수아 후세노(François Hussenot)와 폴 보두앙(Paul Beaudouin)이 "타입 HB" 비행 기록 장치를 사용하여 수행한 것이다. 길이 8미터(8.7야드), 너비 88밀리미터(3.5인치)의 스크롤 사진 필름에 기록이 작성되었기 때문에 본질적으로 사진 기반 비행 기록 장치였다. 잠상은 기록되는 데이터의 크기(고도, 속도 등)에 따라 기울어진 거울에 의해 편향되는 얇은 광선에 의해 만들어진다. 1941년에 25개의 "HB" 레코더의 사전 생산 실행이 주문되었으며 HB 레코더는 1970년대까지 프랑스 비행 테스트 센터에서 계속 사용되었다.
1947년 후세노는 "Hussenograph"라고도 알려진 자신의 발명품을 판매하기 위해 보두앙 및 다른 동료와 함께 프랑스 측정 기기 협회(Société Française des Instruments de Mesure)를 설립했다. 이 회기업은 이후 항공기뿐만 아니라 기차 및 기타 차량에도 사용되는 데이터 레코더의 주요 공급업체가 되었다. SFIM은 현재 사프란 그룹의 일부이며 여전히 비행 기록 장치 시장에 존재하고 있다. 필름 기술의 장점은 나중에 쉽게 개발할 수 있고 재생 장치 없이도 비행 파라미터에 대한 내구성 있고 시각적인 피드백을 제공할 수 있다는 것이다. 반면, 자기 테이프나 이후 플래시 메모리 기반 기술과 달리 사진 필름은 지우고 재사용할 수 없으므로 주기적으로 교체해야 한다. 이 기술은 주로 계획된 테스트 비행 중에 일회성 사용을 위해 예약되었다. 일상적인 상업 비행 중에는 민간 항공기에 탑재되지 않았다. 또한 조종실 대화는 녹음되지 않았다.
또 다른 형태의 비행 데이터 기록 장치는 제2차 세계 대전 중에 영국에서 개발되었다. 렌 해리슨(Len Harrison)과 빅 허스밴드(Vic Husband)는 비행 데이터를 그대로 유지하기 위해 충돌과 화재를 견딜 수 있는 장치를 개발했다. 이 장치는 승무원이 견딜 수 없는 조건을 견딜 수 있다는 점에서 오늘날 레코더의 선구자였다. 다양한 도구나 항공기 제어 장치에 해당하는 다양한 스타일러스를 사용하여 구리 호일을 기록 매체로 사용하여 호일을 들여썼다. 포일은 설정된 시간 간격으로 주기적으로 전진하여 항공기의 계기 판독값 및 제어 설정에 대한 기록을 제공한다. 이 장치는 항공기 생산부를 위해 판버러(Farnborough)에서 개발되었다. 전쟁이 끝나자 교육부는 해리슨과 남편이 그들의 발명품에 서명하도록 했고, 교육부는 영국 특허 19330/45에 따라 특허를 받았다.
마타하리(Mata Hari)라고 불리는 최초의 현대 비행 데이터 기록 장치는 1942년 핀란드 항공 엔지니어 베이조 히에탈라(Veijo Hietala)에 의해 만들어졌다. 이 검은색 첨단 기계 상자는 핀란드군이 핀란드 탐페레에 있는 주요 항공 공장에서 수리하거나 제작한 전투기의 시험 비행 중 모든 중요한 세부 정보를 기록할 수 있었다.
제2차 세계 대전 중에 영국과 미국 공군은 항공기 음성 녹음기를 성공적으로 실험했다. 1943년 8월 USAAF는 나치가 점령한 프랑스 상공에서 전투 임무를 수행하는 B-17 폭격기 비행 승무원의 전화 간 대화를 포착하기 위해 자기선 녹음기를 사용하는 실험을 수행했다. 녹음 내용은 이틀 후 라디오를 통해 미국으로 다시 방송되었다.

## 구성
이것은 비행자료기록장치(FDR), 비행영상저장장치(AVR, Airborn Video Recoder), 조종실음성기록장치(CVR, Cockpit Voice Recorder)의 또 다른 이름이다. 블랙이란 이름과는 반대로 실물은 발견하기 쉽게 적색이나 오렌지색으로 도장되어 있다. 비행기가 추락하여 승무원과 승객이 전원 사망하는 경우, 원인 규명의 단서를 얻는 것이 매우 어렵다. 이 때문에 재발 방지를 위해서도 비행 중의 상황을 재현할 수 있도록 비행 상태, 조종석 안의 목소리나 교신을 기록하기 위해서 여객기 등에 탑재되고 있다. 장치는 추락할 때 상당한 중력가속도, 화재, 해수 압력 등에 견딜 수 있도록 높은 내충격, 내열성, 내수성을 갖는다. 또한 회수할 때의 위치 통보용으로 발신기도 내장하고 있다. 블랙박스는 수심 약 100m의 압력에서도 견딜 수 있고. 섭씨 1,300도의 높은 온도에서도 견딜 수 있다.

## 같이 보기
- 대시캠
- 사고기록장치(en:Event Data Recorder, EDR)
- 디지털 비디오 레코더(DVR)